# Umila Gostomyslovna
Umila (in russo Умила?; fl. IX secolo) è stata una nobile russa.
Era figlia dell'anziano Gostomysl e madre di Rjurik, capostipite della dinastia dei Rjurikidi. È noto solo dal testo di una Cronache di Ioachim dubbia.

## Biografia
Cronache di Ioachim narra che in previsione della morte, Gostomysl, il padre di Umila, fece un sogno profetico: come se dal ventre della sua figlia, Umila, crescesse un grande albero, che denota una numerosa famiglia che da lei deriverà.
I profeti spiegarono che uno dei figli di Umila sarebbe stato il suo erede e "la terra sarebbe stata fecondata dal suo regno". Prima della sua morte, Gostomysl, dopo aver radunato gli anziani e aver raccontato loro il suo sogno, consigliò loro di inviare un'ambasciata ai Variaghi per chiedere al principe. Due anni dopo la morte di Gostomysl, nel 862, Rjurik ed i suoi due fratelli vennero a Novgorod a regnare.